# Victor J. Glover
Victor Jerome Glover (Pomona, 1976. április 30. –) amerikai űrhajós. A SpaceX Crew Dragon első repülésének pilótája volt a Nemzetközi Űrállomásra. Glover az Egyesült Államok Haditengerészetében kapitány, ahol egy F/A–18 pilótája. Tagja volt az Expedition 64 személyzetének.
A kaliforniai Pomonában nőtt fel és az Ontario Középiskolába járt, ahol 1994-ben az év sportolójának választották. Tanulmányait a Kaliforniai Politechnikai Állami Egyetem (BSc) és az Air University tanulójaként végezte, utóbbin szerezte mesterdiplomáját. Ő az első afroamerikai, aki a Nemzetközi Űrállomás fedélzetén élt.
Glover pilótaként tagja lesz az Artemis II űrrepülés személyzetének, ami 2024-ben, 1972 után először személyzettel rendelkező repülésként túllépi az alacsony Föld körüli pályát. Ezzel ő lesz az első afroamerikai ember, aki elhagyja az alacsony Föld körüli pályát.